# سينارة داكنة الساق
سينارة داكنة الساق (الاسم العلمي: Cinara atripes) هي نوع من الحشرات تتبع جنس السينارة من فصيلة المنية.